# Маячная (железнодорожная станция, населённый пункт)
Маячная — железнодорожная станция в Соль-Илецком городском округе Оренбургской области на территории бывшего Боевогорского сельсовета.

## География
Расположена на расстоянии примерно 16 километров по прямой на север от окружного центра города Соль-Илецк.

## Климат
Территория расположена в очень засушливой зоне. Для климата характерна континентальность — жаркое сухое лето (средняя температура самого тёплого месяца в году — июля +22 °C), холодная малоснежная зима (средняя температура января −15 °C). Среднее количество осадков за год незначительно — 300—350 мм и приходится большей частью на летние ливневые дожди. Высота снежного покрова менее 30 см.

## История
Поселение было основано в 1903 году как посёлок при железнодорожной станции на участке железной дороги Оренбург-Илецк. Это название станция получила по горе Маяк (абсолютная высота 242 м), которая находится в 2,5 километрах на северо-восток от станции. На горе была построена вышка на четырёх столбах, и наверху постоянно дежурил казачий дозор, охранявший солевозный тракт от Илецкой Защиты до Оренбурга. В 1926 году поселение состояло из 31 двора, жило здесь 150 жителей.

## Население
Постоянное население составляло 454 человека в 2002 году (русские 43 %, казахи 45 %), 432 человека в 2010 году.